# Guillermina Casique Vences
Guillermina Casique Vences (Amatepec, estado de México, 2 de agosto de 1961) es una política mexicana, miembro del Partido Revolucionario Institucional (PRI), ha ocupado cargos públicos, entre los que están presidenta municipal de Amatepec y diputada federal.

## Biografía
Tiene carrera técnica en Trabajo social. Es miembro activo del PRI desde 1979, desarrollando su carrera política en el sector campesino: la Confederación Nacional Campesina (CNC). Entre 1989 y 1991 fue coordinadora general del Movimiento Nacional de Mujeres Cenecistas del PRI y secretaria de Acción Femenil de la CNC en Amatepec, lo que fue su primer cargo público. 
En 1991 fue elegida primera regidora del Ayuntamiento del municipio de Amatepec, presidido por Sergio Ramírez Vargas. Éste dejó el cargo y entonces por ministerio de ley le correspondió a Guillermina Casique sustituirlo como presidenta municipal hasta el fin de su periodo en 1993. Posteriormente ocupó cargos partidistas como delegada del PRI en los municipios de Almoloya del Río, San Simón de Guerrero y Sultepec de 1992 a 1996, y fue secretaria de Vivienda del comité municipal del PRI en Amatepec de 1995 a 1998.
En las elecciones de 1997 fue candidata del PRI a presidenta municipal de Amatepec, logrando el triunfo y ejerciendo la presidencia municipal por segunda ocasión, para el periodo de 1997 a 2000. Paralelamente siguió ocupando cargos en la estructura del PRI, como coordinadora de Mujer del Distrito 36 y secretaria de Salud del comité municipal del PRI. 
En 2004 fue elegida presidenta del Liga de Comunidades Agrarias y Sindicatos Campesinos, sección de la CNC en el Estado de México y permaneció en el cargo hasta 2006. En las elecciones estatales de 2006 fue postulada y elegida diputada a la LVI Legislatura del Congreso del Estado de México por el Distrito 9 local con cabecera en Tejupilco y que culminó en 2009. En dicha legislatura ocupó los cargos de presidenta de la comisión de Desarrollo Social; secretaria de la comisión de Legislación y Administración Municipal; de Prosecretaria de la Comisión de Vigilancia de la Contraloría del Poder Legislativo; e integrante de las comisiones de Desarrollo Agropecuario y Forestal; para la Protección e Integración al Desarrollo de las Personas con Discapacidad; de Límites Territoriales; y, de Apoyo y Atención al Migrante.
En 2009 fue a su vez postulada candidata a diputada federal por el Distrito 36 del estado de México, logrando el triunfo para la LXI Legislatura que ejerció de dicho a 2009. En la legislatura federal fue secretaria de la comisión de Desarrollo Rural; e integrante de la comisión de Población, Fronteras y Asuntos Migratorios. En 2012, último año de su gestión, se separó del cargo durante dos licencias, pero retornó a ocuparlo hasta el fin de su periodo constitucional.
Posteriormente ocupó los cargos de secretaria de Acción Agraria y Secretaria General del comité nacional de la CNC. Guillermina Casique Vences ha sido señalada por encabezar un grupo político formado por sus familiares cercanos, que habrían copado durante un periodo los cargos de elección popular en el suroeste del Estado de México: su hermano Epimaco Casique Vences fue presidente municipal de Acatepec de 2009 a 2012 y candidato al cargo en 2018, su hija Iveth Bernal Casique fue diputada federal por el Distrito 36 de 2015 a 2018 y diputada local de 2018 a 2021.